# Ксенофиофоры
Ксенофиофо́ры (лат. Xenophyophoroidea) — надсемейство фораминифер, представители которых живут даже на дне океана на глубине 10 640 м. До 2015 года группа рассматривалась систематиками как класс Xenophyophorea Schulze, 1904, но секвенирование ДНК показало, что она должна быть включена в состав класса Monothalamea.
Ксенофиофоры найдены в июле 2011 года на дне Марианской впадины. Ранее этих фораминифер находили на глубинах, не превышающих 7500 м.
На такой глубине эти одноклеточные организмы достигают 10 см в диаметре. Их тела содержат относительно много свинца, урана и ртути — тяжёлых металлов, крайне ядовитых для обычных живых клеток.
На глубине обитания ксенофиофоров огромное давление, пониженное содержание кислорода и отсутствует солнечный свет. Они перерабатывают и фильтруют ил, тем самым обеспечивая среду обитания для других обитателей морского дна: ракообразных, моллюсков и прочих. Предположительно, эти организмы питаются подобно амёбам — обволакивают пищу ложноножками.

## Классификация
На февраль 2019 года в надсемейство включают 5 семейств и 5 родов вне их:
- Роды incertae sedis
  - † Род Benkovacina Seilacher & Mrinjek, 2011
  - Род Bizarria Gooday & Holzmann, 2017
  - Род Nazareammina Gooday, Aranda da Silva & Pawlowski, 2011
  - Род Shinkaiya Lecroq, Gooday, Tsuchiya & Pawlowski, 2009
  - Род Tendalia Gooday & Holzmann, 2017
- Семейство Cerelasmidae Tendal, 1972
- Семейство Psammettidae Tendal, 1972
- Семейство Psamminidae
- Семейство Stannomidae Haeckel, 1889
- Семейство Syringamminidae Tendal, 1972